# Charierges brunneomedia
Charierges brunneomedia är en fjärilsart som beskrevs av Max Wilhelm Karl Draudt 1950. Charierges brunneomedia ingår i släktet Charierges och familjen nattflyn. Inga underarter finns listade i Catalogue of Life.